# Ippolito Borghese

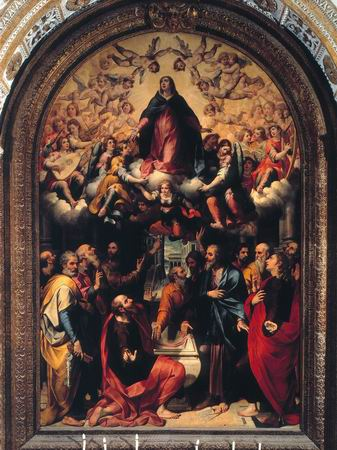
Asunción de la Virgen

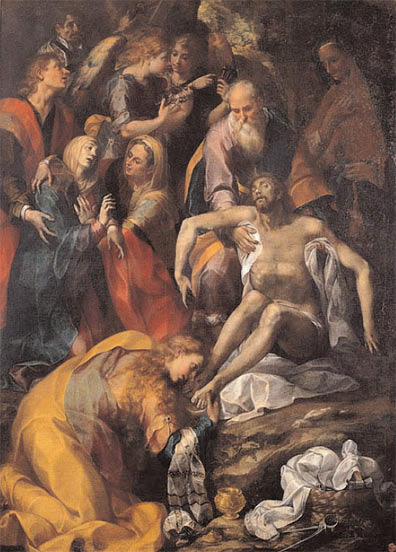
Pietà

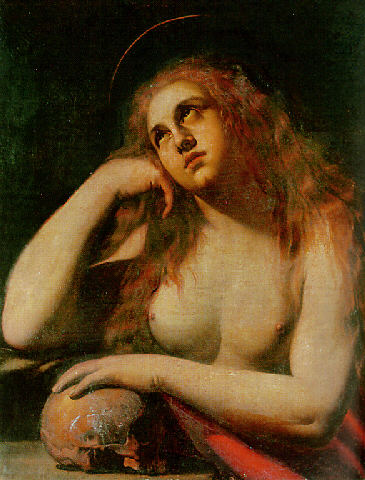
Magdalena penitente

Ippolito Borghese o Borghesi (Sigillo, bautizado el 13 de marzo de 1568 - Nápoles (?), marzo de 1627), pintor italiano del primer barroco.

## Biografía
Originario de una pequeña población de la Umbría cercana a Perugia, parece que su formación como pintor tuvo lugar en Roma en el círculo contramanierista de Scipione Pulzone y Federico Barocci, de quienes aprendió a utilizar sabiamente los colores. Posteriormente se trasladaría a Nápoles, donde desarrolló la mayor parte de su carrera.
Realizó obras de carácter religioso en diversas iglesias de Nápoles, así como en poblaciones de la comarca como Amalfi, Meta di Sorrento, Atri, Corigliano, Lucera o Regoledo. Una de sus últimas obras fue un políptico para la iglesia de Sant' Antonio en Lauria, en colaboración con uno de sus más notables discípulos, Paolo Domenico Finoglia (1627). Aunque no es hecho totalmente probado, parece que pasó los últimos años de su vida en Lombardía.

## Obras destacadas
- Pietà (Fondazione Cassa Risparmio di Perugia)
- San Francisco de Asís y San Leonardo (Museo del Duomo, Atri)
- San Jorge y el dragón (1598, Duomo de Ischia)
- Virgen con santos (1601, Santa Maria della Grotta, Carpignano)
- Asunción de la Virgen (1603, Museo del Monte di Pietà, Nápoles)
- Crucifixión (1605, Museo del Duomo, Amalfi)
- Anunciación (1617, Sant'Agostino, Sigillo)
- Asunción de la Virgen (1620, San Lorenzo, Perugia)
- Virgen con el Niño y santos (1621, Santa Maria dell'Orto, Castellammare di Stabia)
- Virgen de Constantinopla o Virgen de los ángeles (1623, Capuccini, San Severo)
- Inmaculada Concepción con los santos Carlos Borromeo, Antonio Abad, Lucas y Mateo (1627, Sant' Antonio, Lauria), completado a su muerte por Paolo Domenico Finoglia.